# Jon Stanhope

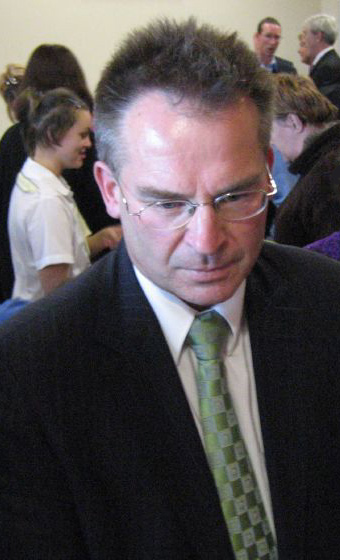
Jon Stanhope

Jonathon Donald „Jon“ Stanhope AO (* 29. April 1951 in Gundagai, New South Wales) ist ein australischer Politiker. Das Mitglied der Australian Labor Party war von November 2001 bis Mai 2011 Chief Minister des Australian Capital Territory (ACT) und somit auch Bürgermeister der Hauptstadt Canberra.
Stanhope wuchs zwar in New South Wales auf, zog aber nach Canberra, um Rechtswissenschaft an der Australian National University zu studieren. 1988 wurde er als Abgeordneter der ACT Legislative Assembly (Legislativrat) gewählt und war gleich von Beginn weg Oppositionsführer. 2001 trat er das Amt des Chief Ministers an, nachdem die Labor Party bei den Wahlen 8 von 17 Sitzen gewonnen hatte und stärkste Partei geworden war. Drei Jahre später wurde Stanhope im Amt bestätigt, als seine Partei mit einem zusätzlichen Sitzgewinn die absolute Mehrheit sicherte. Am 12. Mai 2011 erklärte er seinen Rücktritt; seine Nachfolgerin wurde seine vorherige Stellvertreterin Katy Gallagher.
Für seine Verdienste um die Gemeinschaft des Australien Capital Territory durch Führungsrollen, die Förderung von Menschenrechten und sozialer Gerechtigkeit sowie die wirtschaftliche Entwicklung wurde er 2014 zum Officer des Order of Australia ernannt.